# Otacilia celata
Espèce
Synonymes
- Phrurolithus celatus Fu, Chen & Zhang, 2016

Otacilia celata est une espèce d'araignées aranéomorphes de la famille des Phrurolithidae.

## Distribution
Cette espèce est endémique de Chongqing en Chine,. Elle se rencontre dans les districts de Jiangjin et de Nanchuan.

## Description
Le mâle holotype mesure 2,41 mm et la femelle paratype 2,83 mm.

## Publication originale
- Fu, Chen & Zhang, 2016 : New Phrurolithus species from China (Araneae, Phrurolithidae). Ecologica Montenegrina vol. 7, p. 270-290 (texte intégral).